# 游蚕
游蚕（学名：Pelagobia longicirrata）为盘首蚕科游蚕属的动物。分布于挪威海、北冰洋、北太平洋、各大洋，包括东海黑潮区、南海等海域，属于广温性世界分布。